# NGC 5303
NGC 5303 (ook: NGC 5303A) is een spiraalvormig sterrenstelsel in het sterrenbeeld Jachthonden. Het hemelobject werd op 16 mei 1787 ontdekt door de Duits-Britse astronoom William Herschel.

## Synoniemen
- IRAS 13455+3833
- UGC 8725
- KCPG 397A
- MCG 7-28-67
- KUG 1345+385A
- ZWG 218.47
- ARAK 428
- PGC 48917